# 楨林県
楨林県（ていりん-けん、中: 楨林縣）は中国にかつて存在した県。現在の内モンゴル自治区オルドス市ジュンガル旗に相当する。
前漢により設置された上郡の一部。後漢に廃止された。